# Band from TV
Band from TV — музичний гурт, учасниками якого є актори відомих американських телесеріалів. Усі отримані кошти за виступи на концертах та від продажу альбомів йдуть на різноманітні благодійні потреби.

## Історія гурту
Творцем гурту є американський актор Грег Гранберг. Ідея створення гурту спала на думку Грега після виступу на House of Blues разом із декількома іншими знаменитостями. На диво цей виступ отримав велику кількість схвалень та підтримку публіки. Гранберг вирішив заснувати гурт, діяльність якого могла б допомогти зібрати кошти на благодійність. Гранберг особисто здійснив спроби поєднати майбутніх учасників гурту між собою. Зокрема, він знявся в епізоді «Секс убиває» телесеріалу «Доктор Хаус», головними акторами якого є: Г'ю Лорі та Джессі Спенсер. Також Грег узяв участь у благодійних заходах разом із Джеймсом Дентоном та Бобом Гінеєм. На момент створення гурту кожен із її учасників уже був залучений у тих чи інших благодійних проєктах. Зокрема, сам Гранберг, син якого хворий на епілепсію активно допомагав Національному фонду боротьби з епілепсією.
Дебютний виступ гурту відбувся у Лос-Анджелесі 27 серпня 2007 року на бенкеті присвяченому проведенню 58 церемонії вручення премії Еммі. З цього моменту гурт регулярно проводить концерти.
Пісня Rolling Stones «You Can't Always Get What You Want» у виконанні Band From TV увійшла до списку офіційних саундтреків серіалу «Доктор Хаус».
Band from TV з'явилися у 2008 році на шоу Idol Gives Back де разом із Керрі Андервуд виконали сингл Before He Cheats. 16 січня 2009 року на телешоу The Tonight Show with Jay Leno гурт виконав пісню «Will It Go Round in Circles» Біллі Престона.

## Учасники гурту

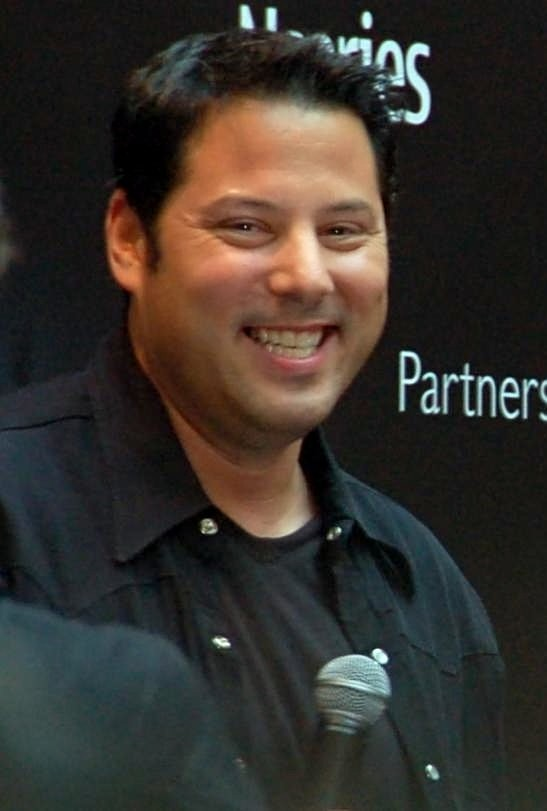
Грег Гранберг

| Ім'я           | Інструмент      | Найбільш відома роль                                                                             |
| -------------- | --------------- | ------------------------------------------------------------------------------------------------ |
| Грег Гранберг  | ударні          | Метт Паркмен (Герої), Ерік Вайс (рос.) (Шпионка)                                                 |
| Г'ю Лорі       | клавішні, вокал | Грегорі Хаус (Доктор Хаус)                                                                       |
| Джеймс Дентон  | гітара          | Містер Лайл (англ.) (Pretender), Майк Делфіно (Відчайдушні домогосподарки)                       |
| Джессі Спенсер | скрипка         | Роберт Чейз (Доктор Хаус)                                                                        |
| Боб Гіней      | вокал           | учасник Реаліті-шоу «Холостяк» ((англ.) Bachelor)                                                |
| Едріан Пасдар  | гітара          | Джим Профіт ((англ.) Profit), Нейтан Петреллі (Герої), Девід Бредлі (Відчайдушні домогосподарки) |
| Скот Граймс    | клавішні, вокал | Арчі Морріс (Реанімація), Дональд Маларкі (Брати по зброї)                                       |

### Актори та зірки запрошені до участі у концертах гурту
- Девід Андерс — вокал[5]
- Тері Гетчер — вокал[6]
- Лестер Голт — Бас-гітара[7]
- Кріс Келлі — гітара[6]
- Браян МакКан[6]
- Кріс Мостерт — Саксофон[6]
- Баррі Сарна — клавішні[6]
- Джон Сарна — ударні[6]
- Бред Севедж — Бас-гітара, вокал[6]
- Бонні Сомервіль — вокал[6]
- Кім Конрад — ударні[6]
- Хорхе Гарсія — вокал
- Хейден Панеттьєр — закадровий переклад
- Закарі Лівай — вокал

## Дискографія
- 2007 — Hoggin' All the Covers[4]

## Спільна робота у телесеріалах
- Грег Гранберг, Девід Андерс та Едріан Пасдар колеги по серіалу (Герої);[8]
- Джеймс Дентон та Тері Гетчер разом знімаються у серіалі Відчайдушні домогосподарки у трьох епізодах якого з'являвся Едріан Пасдар;[9]
- Г'ю Лорі та Джессі Спенсер разом знімаються у серіалі Доктор Хаус у епізоді якого з'являвся Грег Гранберг;[10]
- Г'ю Лорі та Бонні Сомервіль у різний час також грали незначні ролі у серіалі Друзі.[11].